# Intermarché
Intermarché er en fransk dagligvarekæde og en division i detailhandelskoncernen Les Mousquetaires. De har butikskæderne Intermarché Hyper (hypermarked), Intermarché Super (supermarked), Intermarché Contact (convenience) og Intermarché Express (convenience).
Intermarché blev etableret i 1969 under navnet EX Offices de distribution, i 1973 blev Intermarché-navnet indført. De har 100.000 ansatte og en årsomsætning på 39 mia. euro..